# Varronia vargasii
Varronia vargasii är en strävbladig växtart som beskrevs av J.S.Mill. Varronia vargasii ingår i släktet Varronia och familjen strävbladiga växter. Inga underarter finns listade i Catalogue of Life.